# 山口智美 (文化人類学者)
山口 智美（やまぐち ともみ、1967年〈昭和42年〉 - ）は、日本の文化人類学者。モンタナ州立大学社会学・人類学部准教授を経て2024年9月から立命館大学国際関係学部教授。専門は文化人類学、フェミニズム、日本研究、ジェンダー研究。東京都港区出身。一般社団法人希望のたね基金理事。

## 経歴
1990年（平成2年）3月に国際基督教大学教養学部語学科コミュニケーション専攻を卒業後ミシガン大学に進み、1992年（平成4年）8月には女性学プログラムおよび同大学コミュニケーション学部コミュニケーション研究修士課程を修了する。その後、NPO法人女性連帯基金スタッフを経て、2004年（平成16年）5月にミシガン大学人類学部民族学（文化人類学）専攻を経てPh.D.を取得する。
2004年（平成16年）9月から2007年（平成19年）6月にかけてシカゴ大学東アジア研究センター ポストドクトラル研究員を務め、2007年（平成19年）8月にはモンタナ州立大学社会学・人類学部准教授に着任する。2024年（令和6年）9月より立命館大学国際関係学部教授。

## 研究

### グローカルフェミニズム研究会
サントリー文化財団、トヨタ財団から研究助成を受けた山口が代表として「グローカルフェミニズム研究会」研究プロジェクトチームを立ち上げる。『メディアイベントとしての「ジェンダーフリー論争」と「男女共同参画」の未来』と題して、2009年にサントリー文化財団から人文科学・社会科学に関する研究助成を受け、その内容は2012年10月に発売された『社会運動の戸惑い : フェミニズムの「失われた時代」と草の根保守運動』という著書にまとめている。トヨタ財団の研究助成プログラムにより『ネット言説と変わりゆく市民運動 ―現代日本における国家・人種主義をめぐって』と題する研究を発表。

### メディアとジェンダーの関係
館長雇止め・バックラッシュ裁判の呼びかけ人を2005年から務め、2011年には自身の出身校である国際基督教大学で行われるミスコンの開催について『ICUのミスコン企画に反対する会』に賛同した。高校無償化措置を朝鮮学校に適用することに賛同、また生活保護法の改正に際して「生活保護法の改悪に反対する研究者の共同声明」に名を連ねた。

2016年12月27日、アメリカを訪れた安倍晋三首相がオバマ大統領と共に真珠湾攻撃の犠牲者慰霊祭に参列し、国際紛争の解決には寛容さが必要と訴えたところ、山口はアレクシス・ダデン、林博史、金富子、ガヴァン・マコーマックらと共に安倍の歴史認識を批判し、中国・朝鮮の戦争犠牲者に対する慰霊を求めた。なお、これに対して、米国ダートマス大学のジェニファー・リンド教授は「日米は信頼関係があるから和解は成立するが、中国や韓国は日本と信頼関係はないため、慰霊は逆効果になる。」と解説している。

## 所属学協会
- 日本女性学会
- Association for Asian Studies
- American Anthropological Association
- American Ethnological Society
- National Women's Studies Association
- Society for East Asian Anthropology
- Association for Feminist Anthropology[3]

## 著作

### 書籍
共著
- A Companion to the Anthropology of Japan. Blackwell companions to anthropology. 5. (2005). pp. 50−58. ISBN 9781405182898 "Feminism, Timelines, and History-Making" を執筆。 (シカゴ大学在学)
- 山口智美、斉藤正美、荻上チキ『社会運動の戸惑い : フェミニズムの「失われた時代」と草の根保守運動』勁草書房、2012年10月。ISBN 9784326653775。
- Edwards, Elise; Lewallen, Ann Elise; Love, Bridget; Yamaguchipublisher=Taylor and Francis, Tomomi (2013). Robertson, Jennifer E. ed. Politics and Pitfalls of Japan Ethnography : Reflexivity, Responsibility, and Anthropological Ethics. ISBN 9781317967583. OCLC 870592087
- 山口智美、能川元一、テッサ・モーリス=スズキ、小山エミ『海を渡る〔慰安婦〕問題 : 右派の〔歴史戦〕を問う』岩波書店、2016年。ISBN 9784000222327。OCLC 952955026。
- 成澤宗男 編『日本会議と神社本庁』2016年6月。ISBN 9784865720105。 「日本会議のターゲットの一つは憲法24条の改悪」を執筆。
- 樋口直人、永吉希久子、松谷満、倉橋耕平、ファビアン・シェーファー、山口智美『ネット右翼とは何か』青弓社、2019年。
- 山口智美、斉藤正美 著、ポリタスTV 編『宗教右派とフェミニズム』青弓社、2023年。

### 論文
- 「日米情報事情」『日本婦人問題懇話会会報』第57号、1998年、2–15頁、ISSN 0910-7487、OCLC 5179662164。
- Yamaguchi, Tomomi (2004). Feminism Fractured: An ethnography of the dissolution and textual reinvention of a Japanese feminist group. ミシガン大学 2017年2月6日閲覧。. 博士論文
- 「アメリカ、マサチューセッツ州の同性婚判決 〔結婚〕の定義をめぐる闘い」『女たちの21世紀』第37号、2004年2月、22-25頁、OCLC 5174354422。
- “Gendered Labor Justice and the Law of Peace: Nakajima Michiko and the 15-woman lawsuit opposing dispatch of Japanese self-defense forces to Iraq”. The Asia-Pacific Journal: Japan Focus. (2007).
- “Impartial Observation and Partial Participation: Feminist Ethnography in Politically Charged Japan”. Critical Asian Studies 39 (4). (2007-12). ISSN 1467-2715. OCLC 358966889.
- Robertson, Jennifer (2010-09). Sabine Frühstück, Regev Nathansohn, Hugh Gusterson, Christine Sargent, Andrew Conroe, Tomomi Yamaguchi. “Anthropologists and War”. Critical Asian Studies 42 (3) 2017年2月6日閲覧。.
- “The Pen and the Sword: Ethical Issues Surrounding Research on Pro-war Right-wingers in Japan”. Critical Asian Studies. (2010).
- 「上関原子力発電所 : 住民間の葛藤と日本の地方周辺の将来」『The Asia-Pacific Journal: Japan Focus』2011年、2013年11月15日閲覧。
- 「武藤類子と東京電力社員・政府当局者を刑事告訴する福島県民の運動」『The Asia-Pacific Journal: Japan Focus』2012年。
- 「〈慰安婦〉問題と右派の動」『戦争責任研究 = The report on Japan's war responsibility』85 (2015-冬季)、2015年、11−21頁、ISSN 1343-7348、OCLC 5964528011。
- 「北京会議以降の日本のフェミニズム運動 : 〈男女共同参画〉とは何だったのか」『女たちの21世紀 Women's Asia』第21巻第81号、2015年3月。
- 山口智美、斉藤正美、堀内京子、岡田力「Skype 座談会 : 特殊扱いでは右派の全体像は見えない—メディアは調査報道の手法で取材せよ」『Journalism』第312号、2016年5月、6−19頁、ISSN 1883-2628、OCLC 6261254670。
- 北田暁大、山口智美「リベラルの歴史認識 : バックラッシュという分岐点」『Atプラス : 思想と活動』第27号、2016年2月、29−62頁、OCLC 6902686897。
- 「自民党と深く結びつく、日本会議、保守右派勢力の動き : 山口智美さん (モンタナ州立大学准教授) に聞く」『前衛 : 日本共産党中央委員会理論政治誌』第932号、2016年3月、28−40頁、ISSN 1342-5013、OCLC 5997655591。
- 新日本婦人の会（編）「海外を主戦場とする〔歴史戦〕」『女性&運動』259 (410)、2016年10月、33−38頁、OCLC 6870156935。

### 翻訳
- Uemura, Takashi (2015-01-12). “Labeled the reporter who "fabricated" the comfort woman issue: A Rebuttal”. The Asia-Pacific Journal: Japan Focus 13 (2 (1)) 2017年2月6日閲覧。. 植村隆著「反論 慰安婦問題〈捏造記者〉と呼ばれて」の英語訳

### 執筆記事
- 「歴史修正主義 : 地方議会に波及する〈慰安婦〉問題〈否定〉右派系団体が展開する〈草の根保守運動〉戦略」『金曜日』2014年10月31日。
- 「誰が海外で〈日本の名誉〉を損なわせているのか 外務省も巻き込んだ〈慰安婦〉否定派の動き」『週刊金曜日』第23巻14 (1054)、2015年4月10日、22–23頁、OCLC 5886910247。
- 「新編 新しいみんなの公民 さながら "安倍晋三ファンブック" 憲法改正に向けての動きを作り出すツール」『金曜日』第23巻21 (1061)、2015年6月5日、25頁、OCLC 5841336317。
- 「先祖から子孫まで「縦の関係」重視 "伝統的"な「家族」の復興」『金曜日』第24巻30 (1119)、2016年8月5日、12−14頁、OCLC 6766992414。
- 「人権 白人至上主義が席巻する不寛容社会へ 差別とヘイトクライムに脅えるマイノリティ」第24巻45 (1134)、2016年11月25日、OCLC 6887253612。

### 共同編集
『行動する女たちの会資料集成—編集復刻版』 : 2015年7月から2016年6月にわたり第1巻から第8巻を発行。
第1回配本
- 〈第1巻 抗議文・声明書等 1〉 高木澄子、中嶋里美、三井マリ子、山口智美、山田滿枝 編『行動する女たちの会資料集成 : 編集復刻版』 1巻、六花出版 (発売)、2015年7月。ISBN 9784905421849。
- 〈第2巻　チラシ・抗議文・声明書等 2〉 高木澄子、中嶋里美、三井マリ子、山口智美、山田滿枝 編『行動する女たちの会資料集成 : 編集復刻版』 2巻、六花出版 (発売)、2015年7月。ISBN 9784905421856。2017年2月6日閲覧。

第2回配本
- 〈第3巻 パンフレット等出版物 1〉 高木澄子、中嶋里美、三井マリ子、山口智美、山田滿枝 編『行動する女たちの会資料集成 : 編集復刻版』 3巻、六花出版 (発売)、2015年12月。OCLC 934672100。2017年2月6日閲覧。
- 〈第4巻 パンフレット等出版物 2〉 高木澄子、中嶋里美、三井マリ子、山口智美、山田滿枝 編『行動る女たちの会資料集成 : 編集復刻版』 4巻、六花出版 (発売)、2015年7月。ISBN 9784905421894。OCLC 937562777。2017年2月6日閲覧。
- 〈第5巻 機関紙「活動報告」1975年4月–80年〉 高木澄子、中嶋里美、三井マリ子、山口智美、山田滿枝 編『行動する女たちの会資料集成 : 編集復刻版』 5巻、六花出版 (発売)、2015年12月。ISBN 9784905421900。OCLC 934672285。2017年2月6日閲覧。

第3回配本
- 〈第6巻 機関紙「活動報告」1981年-86年3月〉 高木澄子、中嶋里美、三井マリ子、山口智美、山田滿枝 編『行動する女たちの会資料集成 : 編集復刻版』 6巻、六花出版 (発売)、2016年。ISBN 9784905421924。2017年2月6日閲覧。
- 〈第7巻 機関紙「行動する女」1986年4月-90年〉 高木澄子、中嶋里美、三井マリ子、山口智美、山田滿枝 編『行動する女たちの会資料集成 : 編集復刻版』 7巻、六花出版 (発売)、2016年6月。ISBN 9784905421931。2017年2月6日閲覧。
- 〈第8巻 機関紙「行動する女」1991年-96年10月〉 高木澄子、中嶋里美、三井マリ子、山口智美、山田滿枝 編『行動する女たちの会資料集成 : 編集復刻版』 8巻、六花出版 (発売)、2016年6月。ISBN 9784905421948。2017年2月6日閲覧。

## 出演

### ウェブ番組
- ポリタスTV（YouTube）